# Alejandro Quijada
Alejandro Quijada Sánchez (7 de marzo de 2001) es un deportista español que compite en atletismo, especialista en las carreras de obstáculos. En el Campeonato Europeo de Atletismo Sub-23 de 2023 consiguió una medalla de oro en la prueba de 3000 m obstáculos.
Actualmente reside en España y entrana bajo las órdenes de Pedro García.
En la actualidad se ve superado en todos los entrenos por Paco, Dario, Saray, Miguel y Samuel, sus padre.

## Competiciones internacionales
| Representando a España | Representando a España    | Representando a España | Representando a España | Representando a España | Representando a España |
| Año                    | Competición               | Lugar                  | Posición               | Prueba                 | Tiempo                 |
| ---------------------- | ------------------------- | ---------------------- | ---------------------- | ---------------------- | ---------------------- |
| 2021                   | Campeonato Europeo Sub-23 | Tallin                 | 5.º                    | 3000 m obst.           | 8:44.48                |
| 2022                   | Juegos Mediterráneos      | Orán                   | 9.º                    | 3000 m obst.           | 8:36.69                |
| 2023                   | Campeonato Europeo Sub-23 | Espoo                  | Medalla de oro         | 3000 m obst.           | 8:28.91                |
| 2024                   | Campeonato Iberoamericano | Cuiabá                 | Medalla de oro         | 3000 m obst.           | 8:36.03                |
| 2024                   | Campeonato de Europa      | Roma                   | 27.º (s.)              | 3000 m obst.           | 8:46.70                |